# Múa rối nước

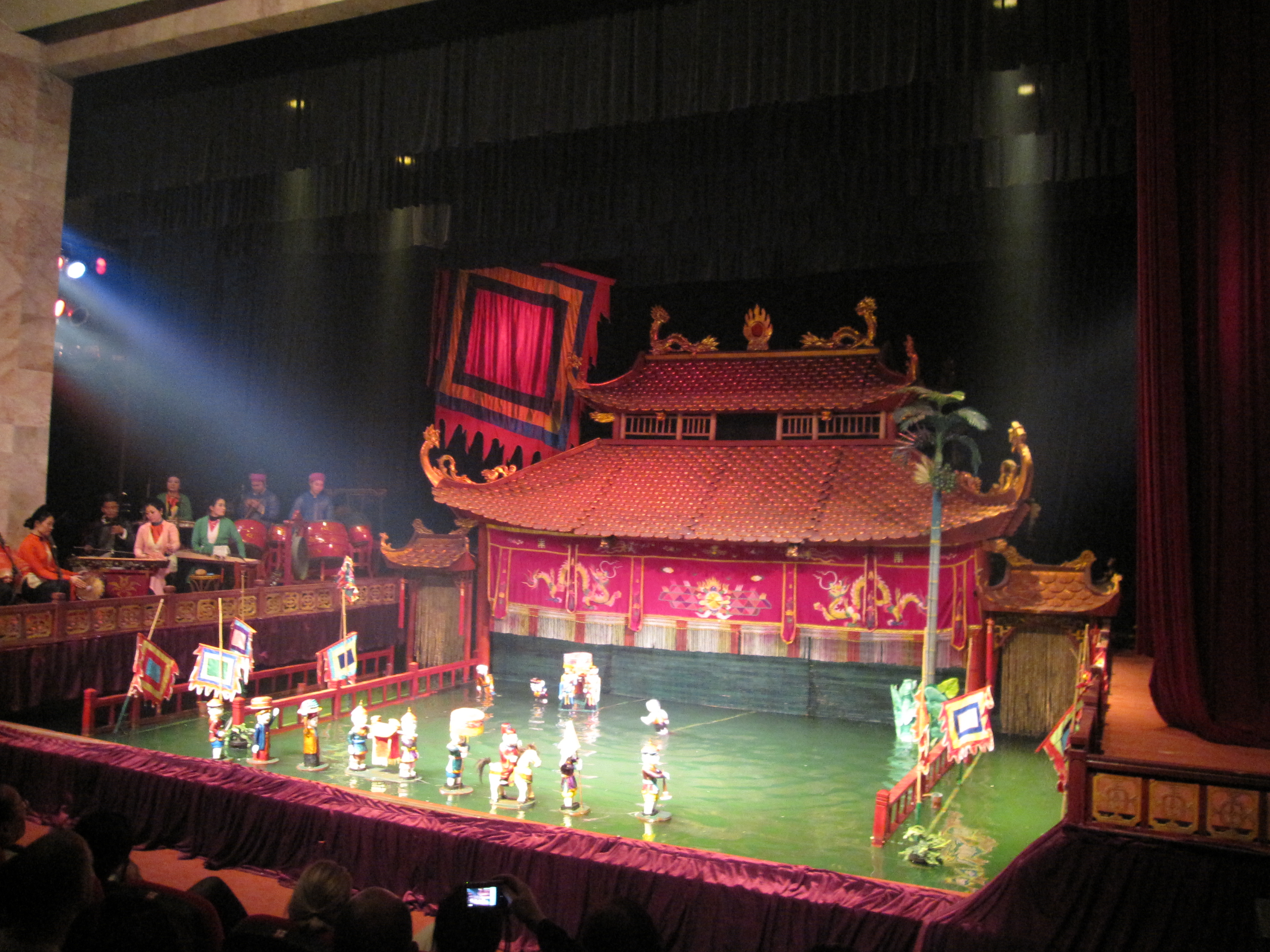
Sân khấu múa rối nước Nhà hát Múa rối Thăng Long

Múa rối nước là một loại hình nghệ thuật sân khấu dân gian truyền thống ra đời từ nền văn minh lúa nước. Từ một nghệ thuật mang yếu tố dân gian, múa rối nước đã trở thành một nghệ thuật truyền thống, và là một sáng tạo đặc trưng của người Việt Nam.

## Lịch sử
Múa rối nước đã ra đời chừng hơn 10 thế kỷ trước ở vùng châu thổ sông Hồng. Loại hình này thường diễn vào dịp lễ, hội làng, ngày vui, ngày Tết, dùng con rối diễn trò, diễn kịch trên mặt nước. Trò rối nước cũng được coi là nét văn hóa phi vật thể đặc sắc của dân tộc Việt Nam.
Do tính đặc sắc, nên từ nghệ thuật mang yếu tố dân gian, múa rối nước đã nhanh chóng trở thành nghệ thuật truyền thống, có thể sánh ngang với tuồng, chèo là những bộ môn nghệ thuật có vị trí cao trong nền sân khấu dân tộc. Múa rối có ở nhiều quốc gia trên thế giới, nhưng múa rối nước thì chỉ duy nhất có ở Việt Nam, và chỉ có ở duy nhất vùng đồng bằng Bắc Bộ, không có ở bất kỳ vùng miền nào khác.

### Hình thành
Múa rối nước ra đời cùng nền văn minh lúa nước nhưng được hình thành và phát triển vào triều đại nhà Lý (1010 - 1225). Theo thời gian, nghệ thuật múa rối nước được truyền từ đời này sang đời khác, dần dần trở thành một thú chơi tao nhã của người dân Việt Nam trong các dịp lễ hội.
Chứng cứ bằng văn tự đầu tiên ghi chép về múa rối nước Việt Nam là bia tháp Sùng Thiện Diên Linh, dựng năm 1121, trong đó có đoạn viết: "Thả rùa vàng đội ba ngọn núi, trên mặt sóng dập dờn. Phơi mai vân để lộ bốn chân, dưới dòng sông lờ lững, liếc mắt nhìn lên bờ, cúi xét bầu trời lồng lộng. Trông vách dựng cheo leo, dạo nhạc thiều réo rắt. Cửa động mở ra thần tiên xuất hiện. Đều là dáng điệu thiên cung, há phải phong tư trần thế. Vươn tay nhỏ dâng khúc Hồi phong, nhăn mày thúy ngợi ca vận tốt. Chim quý từng đàn ca múa, thú lành từng đội xênh xang".

### Đặc điểm

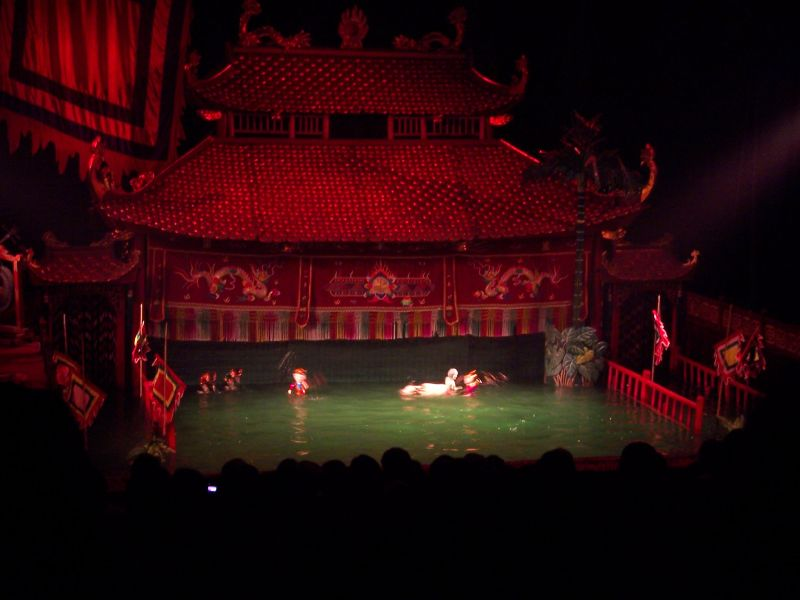
Sân khấu rối nước.

Nghệ thuật trò rối nước có những đặc điểm khác với múa rối thông thường: dùng mặt nước làm sân khấu (gọi là nhà rối hay thủy đình), phía sau có phông che (được gọi là tấm y môn) tạo sân khấu biểu diễn múa rối nước y như ban thờ lớn ở Đình, chùa của người Việt, xung quanh trang trí cờ, quạt, voi, lọng, cổng hàng mã... trên "sân khấu" là những con rối (được làm bằng gỗ) biểu diễn nhờ sự điều khiển của những người phía sau phông thông qua hệ thống sào, dây... Biểu diễn rối nước không thể thiếu những tiếng trống, tiếng pháo phụ trợ.

### Cách thức hoạt động
Con rối làm bằng gỗ sung, loại gỗ nhẹ nổi trên mặt nước, được đục cốt, đẽo với những đường nét cách điệu riêng sau đó gọt giũa, đánh bóng và trang trí với nhiều màu sơn khác nhau để làm tôn thêm đường nét tính cách cho từng nhân vật. Hình thù của con rối thường tươi tắn, ngộ nghĩnh, tính hài và tính tượng trưng cao.
Phần thân rối là phần nổi lên mặt nước thể hiện nhân vật, còn phần đế là phần chìm dưới mặt nước giữ cho rối nổi bên trên và là nơi lắp máy điều khiển cho quân rối cử động.
Máy điều khiển và kỹ xảo điều khiển trong múa rối nước tạo nên hành động của quân rối nước trên sân khấu, đó chính là mấu chốt của nghệ thuật trò rối nước.
Máy điều khiển rối nước có thể được chia làm hai loại cơ bản: máy sào và máy dây đều có nhiệm vụ làm di chuyển quân rối và tạo hành động cho nhân vật. Máy điều khiển được giấu trong lòng nước, lợi dụng sức nước, tạo sự điều khiển từ xa, cống hiến cho người xem nhiều điều kỳ lạ, bất ngờ.
Buồng trò rối nước là nhà rối hay thủy đình thường được dựng lên giữa ao, hồ với kiến trúc cân đối tượng trưng cho mái đình của vùng nông thôn Việt Nam. 

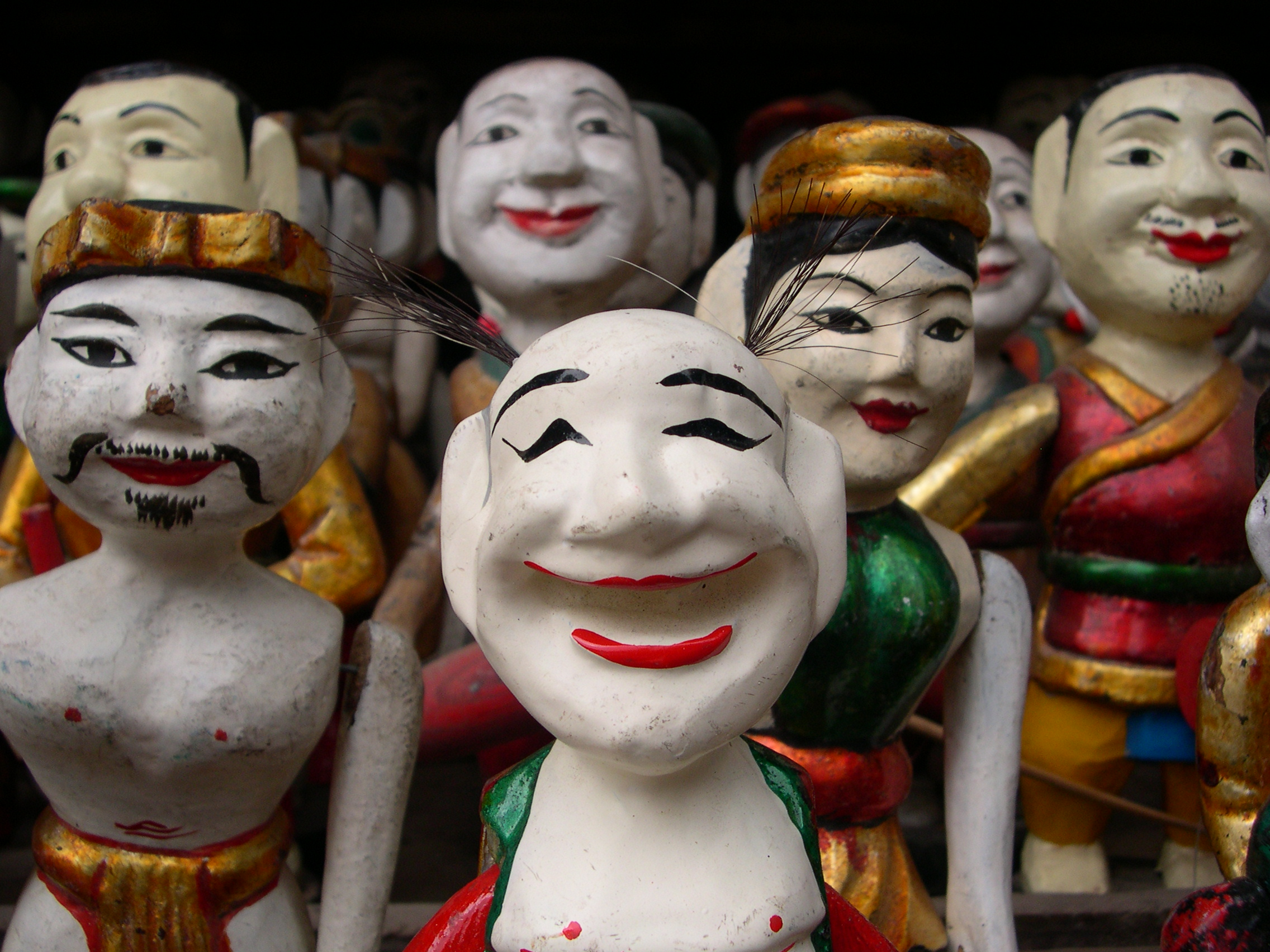
Các nhân vật trong rối nước.

Người nghệ nhân rối nước đứng trong buồng trò để điều khiển con rối. Họ thao tác từng cây sào, thừng, vọt... hoặc giật con rối bằng hệ thống dây bố trí ở bên ngoài hoặc dưới nước. Sự thành công của quân rối nước chủ yếu trông vào sự cử động của thân hình, hành động làm trò đóng kịch của nó.
Sân khấu rối nước là khoảng trống trước mặt buồng trò. Buồng trò, sân khấu được trang bị cờ, quạt, voi, lọng, cổng hàng mã...Buổi diễn rất nhộn nhịp với lời ca, tiếng trống, mõ, tù và, chen tiếng pháo chuột, pháo thăng thiên, pháo mở cờ từ dưới nước lên, trong ánh sáng lung linh và màn khói huyền ảo.
Trò rối nước là trò khéo lấy động tác làm ngôn ngữ diễn đạt, rối nước gắn bó với âm nhạc như nghệ thuật múa. Âm nhạc điều khiển tốc độ, giữ nhịp, dẫn dắt động tác, gây không khí với tiết tấu truyền thống giữ vai trò chủ đạo của trò rối nước, nhạc rối nước thường sử dụng các làn điệu chèo hoặc dân ca đồng bằng Bắc Bộ.
Theo các truyền thuyết, huyền thoại lịch sử, trò rối nước ra đời từ thời xây thành Cổ Loa, Kinh An Dương Vương, năm 255 trước công nguyên. Còn theo sử sách, văn bia trò rối nước ra đời năm 1121 (đời Lý).
Trong kho tàng trò rối nước của Việt Nam, có 30 tiết mục cổ truyền và hàng trăm tiết mục rối hiện đại kể về những sự tích dân gian và cuộc sống hàng ngày của người dân Việt. Các trò diễn thường được mở đầu bằng sự giới thiệu của chú Tễu, mô tả:
- Những sinh hoạt đời thường như: công việc nhà nông, câu ếch, cáo bắt vịt,
- Lễ hội: múa rồng, múa sư tử, rước kiệu, đấu vật, đánh võ, chọi trâu.
- Trích đoạn một số tích cổ: Thạch Sanh, Tấm Cám[3]...

## Một số phường múa rối nước ở Việt Nam
Nghệ thuật rối nước là đặc phẩm văn hoá bản địa dân tộc Việt, phát triển ở hầu hết các làng xã quanh kinh thành Thăng Long như Đào Thục (Đào Xá) (xã Thư Lâm, thành phố Hà Nội), Thanh Hải (xã Hà Tây, thành phố Hải Phòng), Nhân Mục (xã Vĩnh Bảo, thành phố Hải Phòng) và nhiều phường rối ở hầu hết các tỉnh đồng bằng Bắc Bộ.
Ngoài Nhà hát múa rối Trung ương và Nhà hát múa rối Thăng Long, cón có một số phường như Đào Thục, Tế Tiêu, Tràng Sơn, Bình Phú, Thạch Xá, Nguyên Xá và Nam Chấn.
Năm 1992, Nhà hát Múa rối Thăng Long tại Hà Nội phục hồi 17 trò rối nước làm sống dậy trò rối nước trên toàn quốc gồm 17 trò: Bật cờ, Chú Tễu, Múa rồng, Em bé chăn trâu, Cày cấy, Cậu ếch, Bắt vịt, Đánh cá, Vinh quy bái tổ, Múa sư tử, Múa phượng, Lê Lợi trả gươm, Nhi đồng vui chơi, Đua thuyền, Múa lân, Múa tiên, Tứ linh.
Tại Thành phố Hồ Chí Minh có sân khấu múa rối nước Rồng Vàng.

### Múa rối nước ở Hải Phòng
Ở Hải Phòng có ba phường múa rối nước được công nhận là di sản văn hóa phi vật thể cấp quốc gia tại các xã Hà Tây, Gia Lộc, Khúc Thừa Dụ.  Ngoài ra, Hải Phòng còn có phường múa rối nước Nhân Mục (xã Vĩnh Bảo).

### Múa rối nước Đào Thục
Rối nước Đào Thục là môn rối nước có xuất xứ tại làng Đào Thục, xã Thư Lâm, thành phố Hà Nội.
Vào thời Hậu Lê làng Đào Thục có Ông Đào Đăng Khiêm (Tự Phúc Khiêm) tên thật là Nguyễn Đăng Vinh quê ở Đào Xá, huyện Yên Phong, Bắc Ninh nay là Đào Thục, xã Thư Lâm, thành phố Hà Nội. Sau khi đỗ đạt Thám Hoa (Tiến sĩ) rồi làm quan Nội giám thời vua Lê Hy Tông, được nhà vua yêu mến ban cho nghệ thuật múa rối nước đem về quê hương xây dựng làng Đào Xá cùng với tâm huyết của mình. Vì có công lớn nên dân làng đã viết đơn đề nghị triều đình Hậu Lê phong thần lập bia đá năm 1735 (thời Lê Ý Tông).
Rối nước Đào Thục có màn đốt pháo bật cờ khai mạc và dùng nhân vật Ba Khí giáo trò (Ba khí là đại diện chung cho cả hình ảnh người nông dân Bắc Bộ và anh Ba Khía Miền Nam) đại diện cho cái "khí phách" của người Việt chứ không chỉ là chú Tễu - anh nông dân đồng bằng Bắc Bộ từ xa xưa như các phường rối khác (theo lời Nghệ nhân Nguyễn Thế Nghị).

### Múa rối nước Đồng Ngư
Hiện nay chưa có tài liệu nào ghi chép về thời gian ra đời của trò múa rối nước làng Đồng Ngư, phường Song Liễu, tỉnh Bắc Ninh. Trước năm 1945, phường múa rối nước làng Đồng Ngư chủ yếu biểu diễn phục vụ nhân dân trong làng vào những dịp nông nhàn, hội hè, đình đám và đi biểu diễn giao lưu với các phường rối bạn. Sau Cách mạng Tháng Tám, trò múa rối nước mai một dần.
Năm 1986, được sự giúp đỡ của Viện Văn hóa, chính quyền địa phương, Phường rối nước Đồng Ngư được thành lập với sự tham gia của 40 nghệ nhân tâm huyết với nghề.
Năm 2012, nhằm bảo tồn, phát huy giá trị nghệ thuật trình diễn múa rối nước của làng Đồng Ngư, Sở Văn hóa, Thể thao và Du lịch tỉnh Bắc Ninh đã lập hồ sơ trình Bộ Văn hóa, Thể thao và Du lịch ghi danh là Di sản văn hóa phi vật thể Quốc gia.

### Múa rối nước làng Ra
Thủy Đình làng Ra được xây dựng lại từ năm 1992, đối diện đình làng. Vào hội chùa Thầy hằng năm (7/3 âm lịch), phường rối làng Ra vẫn biểu diễn độc quyền tại thủy đình giữa hồ Long Trì.
Tại làng Ra (thôn Phú Hoà, xã Tây Phương, thành phố Hà Nội, mỗi khi hội làng (tháng 7 âm lịch) đến, các nghệ nhân lại biểu diễn cho nhân dân trong thôn cùng xem. Sau chiến tranh, từ năm 1977, rối nước đã được các nghệ nhân phục hồi trở lại.
Từ năm 1977 đến những năm 2000, rối nước Làng Ra ngày càng phát triển mạnh mẽ. Mỗi năm đều có hàng chục tour du lịch, khách tham quan có cả trong và ngoài nước. Các nghệ nhân liên tục được đi biểu diễn ở các nơi trên cả nước: Bảo tàng dân tộc học Việt Nam, các liên hoan múa rối, Festival,...Ngoài ra, phường còn được đi biểu diễn ở các quốc gia và vùng lãnh thổ trên thế giới: Italia, Áo, Singapore, Trung Quốc, Đài Loan... đưa hình ảnh Việt Nam đến với bạn bè quốc tế. Nhưng hiện nay múa rối nước đang dần mai một, khách tham quan tới làng Ra cũng không còn, các chuyến đi biểu diễn cũng dần ít đi.